# گل ساکورا، مرد سامورایی
گل ساکورا، مرد سامورایی (به ژاپنی: 花は桜木人は武士 Hana wa sakuragi, hito wa bushi) به معنای «[بهترین] گل شکوفه گیلاس است ؛ [بهترین] مرد سامورایی/بوشی است.») یک ضرب‌المثل ژاپنی است که منشأ آن در دوران قرون وسطایی تاریخ ژاپن است. همچنین به عنوان " «در بین گل‌ها، شکوفه گیلاس، در بین مردان، سامورایی/بوشی» نیز ارائه شده‌است. این ضرب‌المثل به این معنی است که همان‌طور که ساکورا در میان گل‌ها مهمترین است، سامورایی، که معمولاً در ژاپنی به عنوان بوشی گفته می‌شود) در میان مردان از همه مهمتر است. نیتوبه اینازو نویسندهٔ دیگر این دوران، در سرآغاز کتاب راه و رسم سامورایی خود آورده‌است که راه و رسم سامورایی همانند سمبل ژاپن، شکوفه‌های ساکورا است. شکوفه‌های ساکورا برخلاف گل‌های دیگر، قبل از پژمرده شدن و در اوج زیبایی پرپر می‌شوند و از نظر ژاپنی‌ها در این مرگ زودهنگام نشانی از روح ایثار و خودگذشتگی وجود دارد. بدین ترتیب به‌تدریج در ارتش ژاپن، ساکورا به نماد ازخودگذشتگی تبدیل شد. برای نمونه در طول جنگ جهانی دوم به جای واژهٔ شهادت یا کشته‌شدن در جنگ عبارت پرپر شدن گل به کار برده می‌شد و پخش آهنگ‌های نظامی با مضمون ساکورا بسیار رایج بود. کامی‌کازه‌ها به ساکورا تشبیه می‌شدند. این جوانان با آگاهی به استقبال مرگ می‌رفتند. خلبانان کامی‌کازه هواپیمای خود را که فقط سوخت رفت داشتند، با انواع مواد آتش‌زا و منفجره به هدف‌های دشمن می‌زدند. مردم در آن زمان اعتقاد داشتند که این جوانان مثل ساکورا زیبا بودند و یکباره پرپر می‌شدند.
ارتباط شکوفه‌های گیلاس با کلاس سامورایی توسط تئاتر کابوکی ایجاد شد که این ضرب‌المثل را نیز رواج داد. چنین ارتباطی در اواسط دوره ادو آغاز شد. مضمون این ضرب‌المثل در شعری منسوب به راهب ایکیو در موتتومو نو سوشی Mottomo no sōshi (۱۶۳۴) منعکس می‌شود: در میان مردان سامورایی [بهترین] است؛ در میان ستون‌ها، چوب سرو؛ در میان ماهی‌ها، تای؛ در میان لباس‌ها، سرخابی؛ و در میان شکوفه‌های گیلاس، گل‌های سومی-یوشینو. این ضرب‌المثل در کانادهون چوشینگورا در سال ۱۷۴۸ نیز وجود دارد. بعداً این ضرب‌المثل به عنوان انگیزه‌ای برای پیوستن به ارتش ژاپن به دنبال وقوع جنگ جهانی دوم کارکرد داشت.